# Dejanska zmota
Dejanska zmota je pravni izraz, ki je v Kazenskem zakoniku Republike Slovenije opredeljen v 20. členu kot:
1. Ni kazensko odgovoren storilec, ki se ob storitvi kaznivega dejanja ni zavedal kakšnega njegovega z zakonom določenega znaka; ali je zmotno mislil, da so podane okoliščine, v katerih bi bilo to dejanje dopustno, če bi bile zares podane.
2. Če je bil storilec v zmoti zaradi malomarnosti, je kazensko odgovoren za kaznivo dejanje, storjeno iz malomarnosti, če zakon tudi za takšno dejanje določa kazensko odgovornost.